# Sóc bay Travancore
Sóc bay Travancore, tên khoa học Petinomys fuscocapillus, là một loài động vật có vú trong họ Sóc, bộ Gặm nhấm. Loài này được Jerdon mô tả năm 1847.